# Croix de cimetière de Boisredon
La croix de cimetière à Boisredon, une commune du département de la Charente-Maritime dans la région Nouvelle-Aquitaine en France, est une croix de cimetière datant du XIIe siècle. Elle a été classée monument historique le 30 novembre 1984.
Cette croix est posée sur un socle octogonal, le fût carré et dércoré d'arabesques, d'entrelacs et de coquillages est orné de personnages. La première désobéissance d'Adam à Dieu y est notamment représenté. Un arbre feuillé et entrelacé du serpent donne de l'ombrage à Adam à droite, et Ève à gauche, sur l'angle sud. Un personnage debout est muni d'une ancre, tandis qu'un autre porte un livre fermé. Sur le plan supérieur sont figurés quatre personnages. La croix en pierre ajoutée à ce fût  a été remplacée à la fin du XXe siècle par une simple croix non sculptée.
La croix de cimetière a été déplacée et reposée devant l'église entre deux contreforts.  